# Фурнель, Анри
Анри Жером Мари Фурнель (фр. Henri-Jérôme-Marie Fournel; род. 25 января 1799, Париж — 20 июля 1876, Париж) — французский горный и железнодорожный инженер, пионер разведки полезных ископаемых во Французском Алжире, а также писатель-публицист.

## Биография
Родился в семье нотариуса. Среднее образование получил в колледже Роллин и первоначально хотел стать художником, но в 1818 году поступил в Политехническую школу, окончил её и затем Горную школу. После окончания обучения писал статьи для Le Globe, читал лекции. Был сторонником движения сенсимонистов. В 1830 году некоторое время работал в правлении литейной компании Крезо. В 1833—1834 годах годах вместе с сенсимонистским лидером Бартелеми Проспером Анфантеном был в числе французской делегации в Египте, предлагавшей Мухаммеду Али строительство канала через Суэцкий перешеек, однако этот проект был отвергнут последним из-за давления со стороны англичан. Оказавшись в затруднительном финансовом положении, Фурнель вернулся во Францию, где занялся геологоразведочной деятельностью сначала в Вандее, а затем в Альпах, открыв там в 1835 году богатое месторождение угля. С 1843 по 1846 год занимался исследованием недр Алжира, участвовал в создании алжирского управления по полезным ископаемым и написал по итогам своей работы масштабное двухтомное сочинение об алжирских недрах, получившее премию Французской Академии наук (хотя её членом так и не был избран). Вернувшись во Францию, совмещал занятия геологией и публицистикой. В 1847 году был назначен главным инженером Северной железной дороги, с 1848 года работал в управлении шахт по центральной Франции, в 1860 году был повышен до генерального инспектора шахт. Вышел в отставку в 1863 году, в 1846 году стал командором Ордена Почётного легиона, в 1870 году был назначен управляющим Северо-Испанской железной дорогой.
Главные работы: «Bibliographie saint-simonienne de 1802 à 1832» (1833); «Examen de quelques questions de travaux publics» (1838); «Coup d’oeil historique et statistique sur le Texas» (1841); «Extraction du fer hydraté» (1832); «Richesse minerale de l’Algérie» (1850); «Alger, coup d’oeil sur la piraterie» (1854).